# Acalypha longipetiolata
Acalypha longipetiolata é uma espécie de flor do gênero Acalypha, pertencente à família Euphorbiaceae.